# Vișnevo, Smolean
Vișnevo (în bulgară Вишнево) este un sat în comuna Banite, regiunea Smolean,  Bulgaria. 

## Demografie
Componența etnică a satului Vișnevo
     Turci (1,59%)
     Nicio identificare (49,04%)
     Bulgari (49,36%)
     Romi (0%)
La recensământul din 2011, populația satului Vișnevo era de 314 locuitori. Nu există o etnie majoritară, locuitorii fiind bulgari (49,36%) și turci (1,59%). Pentru 49,04% din locuitori nu este cunoscută apartenența etnică.